# Ејвон (Илиноис)
Ејвон (енгл. Avon) град је у америчкој савезној држави Илиноис.

## Демографија
По попису из 2010. године број становника је 799, што је 116 (-12,7%) становника мање него 2000. године.
| Група             | 2000.       | 2010.       |
| Белци             | 904 (98,8%) | 765 (95,7%) |
| Афроамериканци    | 0 (0,0%)    | 1 (0,1%)    |
| Азијати           | 1 (0,1%)    | 0 (0,0%)    |
| Хиспаноамериканци | 7 (0,8%)    | 12 (1,5%)   |
| Укупно            | 915         | 799         |